# 北大河 (紐約州)
北大河（英語：North Great River）是位於美國紐約州薩福克縣的普查規定居民點。

## 人口
根據2020年美國人口普查的數據，北大河的面積為6.16平方千米，當中陸地面積為6.09平方千米，而水域面積為0.06平方千米。當地共有人口2005人，而人口密度為每平方千米325.49人。